# Bresse (provincie)

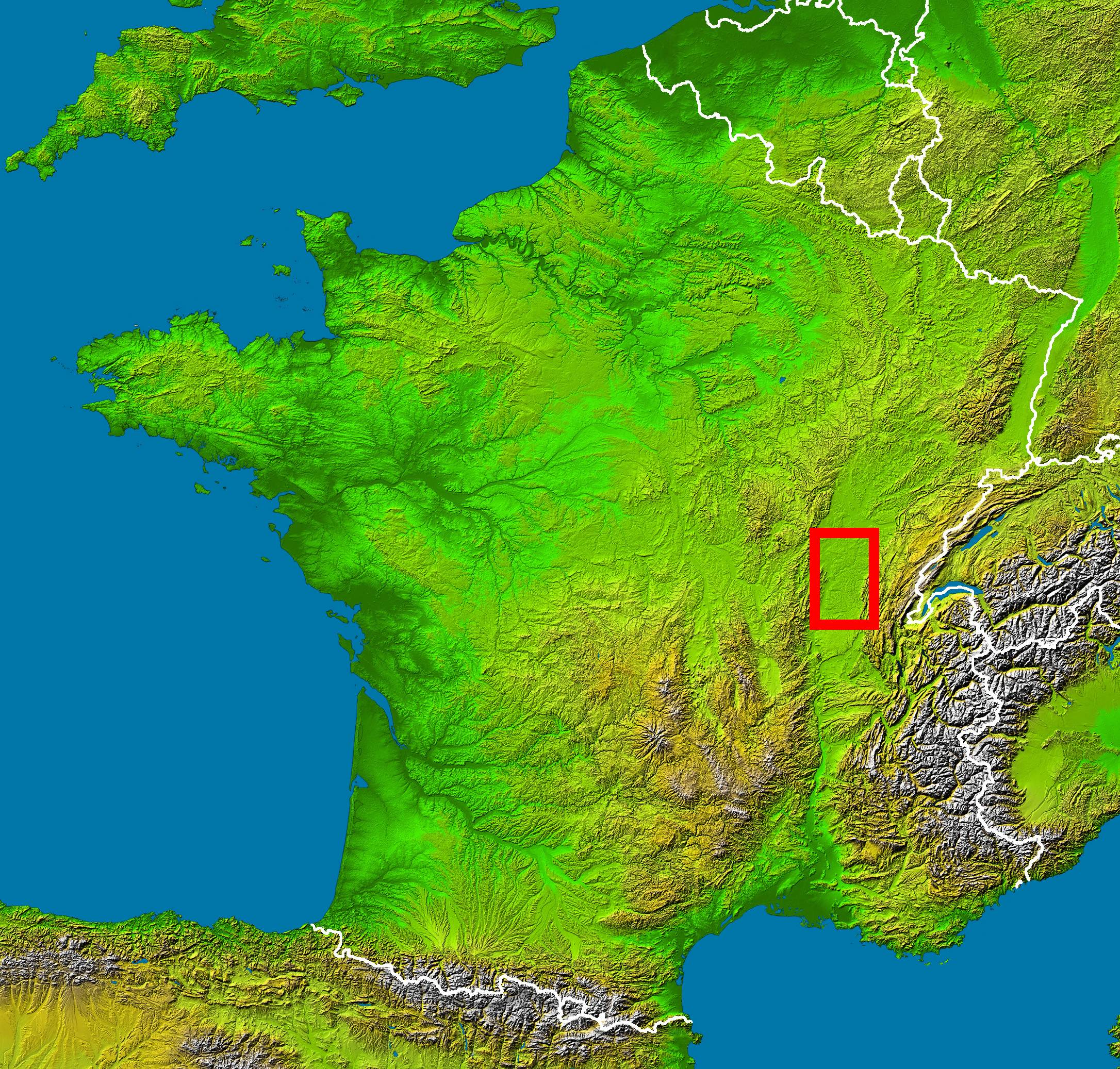
Bresse

Bresse is een oude Franse provincie, gelegen in de regio Auvergne-Rhône-Alpes tussen de Bourgogne en de Jura, verdeeld over de departementen Saône-et-Loire en Ain. 
Bresse, in het Latijn Brexia en  Brïxia, zou haar naam ontleend hebben aan groot woud dat zich uitstrekte van de Rhône tot Chalon, en dat Brizius Sallus genoemd werd.  
Bresse werd ten noorden begrensd door het hertogdom Bourgondië en het Franche-Comté, ten zuiden door de Rhône, die de grens vormde met de Dauphiné, ten oosten door de Bugey, ten westen door Lyonnais, en de Saône. Men maakt een onderscheid tussen Opper-Bresse, of land van Revermont, en Neder-Bresse, dat westwaarts ligt. 

## Geschiedenis
Het gebied zou bewoond geweest zijn door de Segusiërs of Subusiërs, afkomstig uit Forez, die door de Eduenzen onderworpen werden. Hierom werden zij door Caesar clientes Aeduorum genoemd. Aan het begin van de 5e eeuw viel het gebied onder de gebiedsomschrijving der Bourgondiërs, wier koninkrijk was veroverd door de kinderen van Clovis. Nadien werd het opgenomen in het tweede koninkrijk Bourgondië, dat rond het einde van de 9e eeuw gevormd werd. Toen de koningen van deze dynastie bij het Heilige Roomse Rijk gevoegd werden, maakten verschillende heren van Bresse tijdens de regering van keizer Hendrik III van de gelegenheid gebruik om deze provincie in haar geheel te onderwerpen. 
Van de 12e tot de 16e eeuw hing Bresse af van de staten van Savoye. Bâgé, nu Bâgé-la-Ville en Bâgé-le-Châtel, was de voornaamste stad, maar later ontstond, dichter bij het toenmalige Frankrijk, de stad Bourg-en-Bresse, die de hoofdstad werd. Onder Franse militaire druk stonden de vorsten van Savoie Bresse af aan Frankrijk, in ruil voor Château-Dauphin in het nu Italiaanse Piëmont.

## Heersers van Bresse
De lijst omvat de heren van Bauge of Bâgé, vermits zij strikt genomen de echte heren van Bresse waren. Hun naam is afkomstig van hun hoofdplaats en omvatte, naast de hoofdplaats, de steden Bourg, Châtillon, Saint-Trivier, Pont-de-Vesle, Cuisery, Mirbel, het gebied dat thans Neder-Bresse genoemd wordt, en Dombes van Cuisery, tot Lyon en van Bauge tot Lyon.
De eerste heerser zou een zekere Wigo of Hugo zijn geweest. Dit was vermoedelijk Hugo de Zwarte, de zoon van Richard I van Bourgondië, die hem bij de verdeling van zijn rijk bedeelde met Bresse, Maconnais, Beaujolais, Charolais en een deel van het graafschap Bourgondië.
- Rudolf
- Reinout I, zoon
- -1108 : Joscerand, zoon
- 1108-1120 : Ulrik I van Bresse, zoon
- 1120-1153 : Reinout II, zoon,
- 1153-1180 : Reinout III, zoon
- 1180-1220 : Ulrik II, zoon
- 1220-1249 : Reinout IV, zoon
- 1249-1268 : Gwijde, zoon.

## Bressekip
De provincie is bekend om de Bressekip, de enige kip ter wereld met een gegarandeerde herkomstaanduiding. Deze witte vleeskip leeft buiten en heeft de ruimte. Ze zoekt zelf haar mais bij elkaar, en krijgt de laatste weken voor de slacht zuivelproducten te eten. De prijs is ernaar.
In Bresse is een aantal restaurants dat de "poularde de Bresse" serveert in allerlei gerechten. Vermaard is het restaurant van Georges Blanc in het dorpje Vonnas bij Bourg-en-Bresse. 